# Say You’ll Haunt Me
«Say You’ll Haunt Me» — второй сингл американской метал-группы Stone Sour со третьего студийного альбома Audio Secrecy, вышедшего в 2010 году. Песня получила ротацию на нескольких крупных рок- и метал- радиостанциях. Сингл был выпущен через Amazon и iTunes 13 июля 2010 года.

## Видеоклип
Видео на песню было снято Полом Брауном . Премьера состоялась 27 июля 2010 года.
Видео начинается с того, как автомобиль 1972 Plymouth Barracuda въезжает в мрачный переулок. Джеймс Рут открывает багажник машины, и из неё вылезает Кори Тейлор.
Затем Кори проводят в комнату, где привязывают к стулу, надев на голову мешок. Затем к Кори Тейлору подходит женщина, которая начинает хватать его за волосы и что-то шептать ему. В это время остальные участники группы стоят вокруг, не проявляя никаких эмоций, но время от времени появляются их голографические проекции, которые „исполняют“ песню.
К концу видео Тейлор и женщина меняются местами. Кори смотрит на неё с пренебрежением, после чего включает рычаги на аппарате, связанном с голограммами, которые становятся красного оттенка вместо серого.
Клип заканчивается словами "What did you see?".
Для видео использована полная, альбомная версия композиции.

## Список композиций
| №  | Название              | Длительность |
| -- | --------------------- | ------------ |
| 1. | «Say You'll Haunt Me» | 4:24         |

| №  | Название                              | Длительность |
| -- | ------------------------------------- | ------------ |
| 1. | «Say You'll Haunt Me» (Radio Edit)    | 4:03         |
| 2. | «Say You'll Haunt Me» (Album Version) | 4:24         |

## Участники записи и позиции в чартах
| Stone Sour - Кори Тейлор — вокал - Джеймс Рут — гитара - Джош Рэнд — гитара - Шон Экономаки — бас-гитара - Рой Майорга — ударные | Производство - П.Р Браун — режиссёр видеоклипа - Ник Рискулинеш — продюсер | \| Чарт (2010) \| Макс. позиция \| \| ---------------------------------------- \| ------------- \| \| Singles (The Official Charts Company) \| 198 \| \| Billboard Bubbling Under Hot 100 Singles \| 10 \| \| Billboard Rock Songs[5] \| 1 \| \| Billboard Alternative Songs[6] \| 8 \| \| Billboard Hot Mainstream Rock Tracks \| 1 \| |
| Чарт (2010) | Макс. позиция                                                              | |
| Singles (The Official Charts Company)                                                                                            | 198                                                                        | |
| Billboard Bubbling Under Hot 100 Singles                                                                                         | 10                                                                         | |
| Billboard Rock Songs | 1                                                                          | |
| Billboard Alternative Songs | 8                                                                          | |
| Billboard Hot Mainstream Rock Tracks                                                                                             | 1                                                                          | |